# Leptodactylodon
Leptodactylodon là một chi động vật lưỡng cư trong họ Arthroleptidae, thuộc bộ Anura. Chi này có 15 loài và 87% bị đe dọa hoặc tuyệt chủng.

## Các loài
- Leptodactylodon albiventris [BOULENGER, 1905]
- Leptodactylodon axillaris [AMIET, 1971]
- Leptodactylodon bicolor [AMIET, 1971]
- Leptodactylodon blanci [OHLER, 1999]
- Leptodactylodon boulengeri [NIEDEN, 1910]
- Leptodactylodon bueanus [AMIET, 1981]
- Leptodactylodon erythrogaster [AMIET, 1971]
- Leptodactylodon mertensi [PERRET, 1959]
- Leptodactylodon ornatus [AMIET, 1971]
- Leptodactylodon ovatus [ANDERSSON, 1903]
- Leptodactylodon perreti [AMIET, 1971]
- Leptodactylodon polyacanthus [AMIET, 1971]
- Leptodactylodon stevartsi [RÖDEL & PAUWELS, 2003]
- Leptodactylodon ventrimarmoratus [BOULENGER, 1904]
- Leptodactylodon wildi [AMIET & DOWSETT-LEMAIRE, 2000]